# Спирито Санто (Козенца)
Спирито Санто је насеље у Италији у округу Козенца, региону Калабрија.
Према процени из 2011. у насељу је живело 46 становника. Насеље се налази на надморској висини од 319 м.